# Żarlinek żółtonogi
Żarlinek żółtonogi (Paederus brevipennis) – gatunek chrząszcza z rodziny kusakowatych i podrodziny żarlinków.
Gatunek ten został opisany w 1835 roku przez Jean Théodore’a Lacordaire’a.
Chrząszcz o wydłużonym i lekko wypukłym ciele długości od 6, do 6,5 mm. Czułki mają czarne wierzchołki. Głaszczki szczękowe są żółte z brunatnymi wierzchołkami ostatnich członów. Przedplecze ma boczne brzegi wyraźnie obrębione na całej długości. Pokrywy są krótsze od przedplecza, ku tyłowi wyraźnie rozszerzone, o zredukowanych barkach. Odległości między punktami na pokrywach są nie większe niż średnice tych punktów. Tylna para skrzydeł zupełnie zanikła. Ubarwienie odnóży jest żółte z brunatnymi wierzchołkami ud.
Owad znany z Francji, Belgii, Holandii, Niemiec, Szwajcarii, Austrii, Włoch, Łotwy, Polski, Czech, Słowacji, Węgier, Ukrainy, Rumunii, Bośni i Hercegowiny, Serbii i Czarnogóry. Zasiedla trawiaste, zwłaszcza południowe zbocza pagórków, skraje lasów i zarośli, parowy, pobrzeża potoków i stawów. Bytuje wśród traw, mchów, w ściółce i pod kamieniami. W Polsce rzadki, spotykany głównie na pogórzach i w niższych położeniach górskich.